# Xã Wano, Quận Cheyenne, Kansas
Xã Wano (tiếng Anh: Wano Township) là một xã thuộc quận Cheyenne, tiểu bang Kansas, Hoa Kỳ. Năm 2010, dân số của xã này là 1.839 người.